# Masacre de Malmedy
La masacre de Malmedy fue un crimen de guerra llevado a cabo contra 84 prisioneros de guerra estadounidenses desarmados que fueron asesinados por sus captores alemanes en la Segunda Guerra Mundial. La masacre fue cometida el 17 de diciembre de 1944 por el Kampfgruppe Peiper (parte de la 1.ª División Panzer SS), una unidad de combate alemana participante en la Ofensiva de las Ardenas de 1944, en alemán Unternehmen Wacht am Rhein (Operación Alerta en el Rin), por el himno patriótico alemán Die Wacht am Rhein.
Esta masacre, así como otras cometidas por esta unidad en el mismo día y en los que siguieron, fue juzgada durante los Procesos de Dachau de 1946.

## Contexto

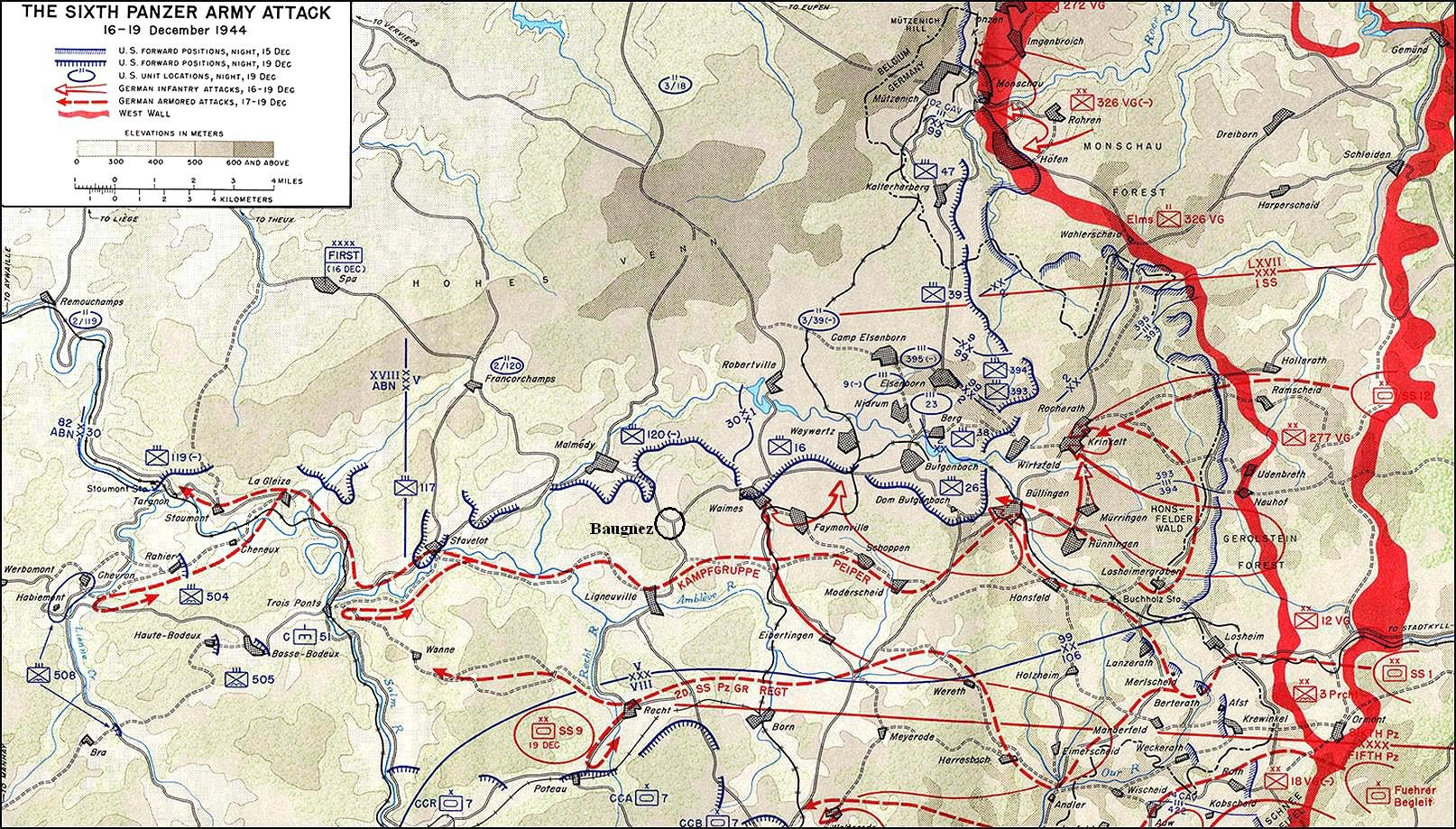
La ruta seguida por el Kampfgruppe Peiper. La encrucijada de Baugnez donde tuvo lugar la masacre de Malmedy está rodeada por un círculo.

En los planes de Hitler para la batalla de las Ardenas, el principal objetivo (atravesar las líneas Aliadas) recayó en el 6° Ejército Panzer, al mando del general Sepp Dietrich. Él iba a romper el frente Aliado entre Monschau y Losheimergraben, cruzar el río Mosa y después capturar Amberes.: 5  El Kampfgruppe Peiper, llamado así por estar al mando del SS-Obersturmbannführer Joachim Peiper, fue compuesto de elementos blindados y motorizados, siendo la punta de lanza del ala izquierda del 6° Ejército Panzer. Una vez que la Infantería atravesó las líneas estadounidenses, el papel de Peiper fue avanzar a través de Ligneuville, Stavelot, Trois-Ponts y Werbomont, para capturar y asegurar los puentes sobre el Mosa alrededor de Huy.: 260+ 
Los caminos en mejor estado fueron reservados al grueso de la 1.ª División Panzer SS Leibstandarte SS Adolf Hitler. Peiper iba a tomar caminos secundarios, pero estos demostraron ser inapropiados para vehículos blindados pesados, especialmente los tanques Tiger II del Kampfgruppe.
El éxito de la operación dependía de la rápida captura de los puentes sobre el Mosa. Para esto era necesario un rápido avance a través de las posiciones estadounidenses, rodeando cualquier punto de resistencia en lo posible. Otro factor que Peiper tuvo en consideración era la escasez de gasolina: los reservas de combustible del Reich se habían reducido mucho desde la caída de Rumania.
Hitler ordenó que la batalla fuese llevada a cabo con una brutalidad más usual en el Frente Oriental, para atemorizar al enemigo. Sepp Dietrich confirmó esto durante el proceso por la masacre. Según algunas fuentes, durante las reuniones antes de la operación, Peiper dijo que no se daría cuartel, no se tomarían prisioneros y no se mostraría compasión a los civiles belgas.

## La brecha de Peiper y las primeras masacres

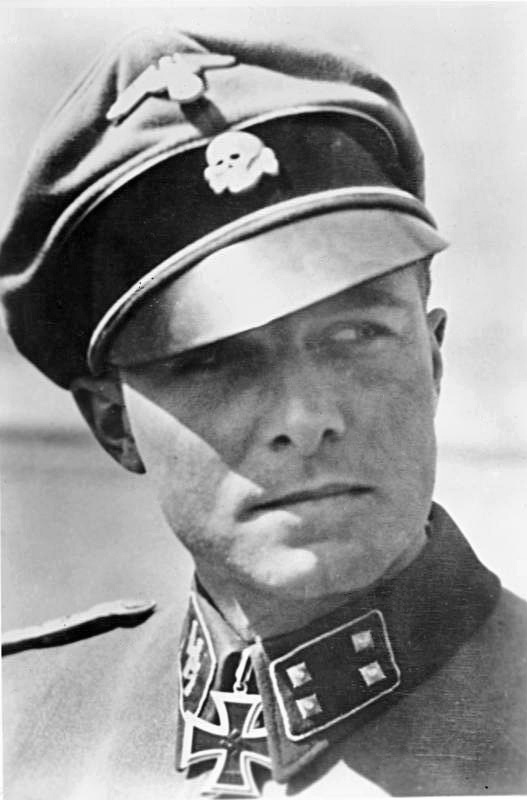
El standartenführer Joachim Peiper en 1943.

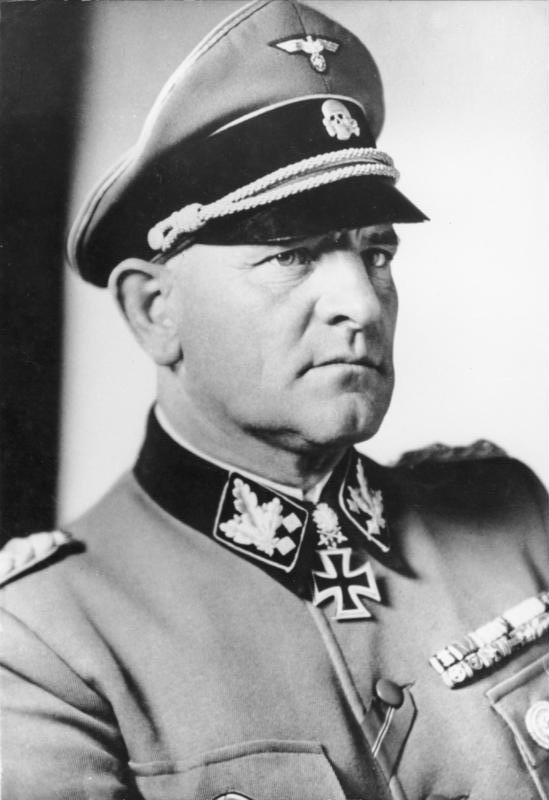
El obergruppenführer Sepp Dietrich en enero de 1943.

Desde el primer momento las operaciones alemanas en el frente del norte se vieron dificultadas por la inesperada y tenaz resistencia de las tropas estadounidenses. Peiper había esperado ser capaz de abrir una brecha en la mañana del 16 de diciembre, el primer día de la ofensiva, pero fue demorado por grandes atascos de tráfico detrás de la línea del frente, donde la infantería que debía romper la línea estadounidense lo estaba esperando. Al amanecer del 17 de diciembre, tras movilizar su Kampfgruppe a la línea del frente, Peiper avanzó hacia Honsfeld, donde elementos de su unidad matarían a varios prisioneros de guerra estadounidenses.
Tras capturar Honsfeld, Peiper abandonó su ruta asignada por varios kilómetros para capturar un pequeño depósito de gasolina en Büllingen, donde más tarde se reportaría una masacre de prisioneros estadounidenses. En este lugar, Peiper estaba en la retaguardia estadounidense. Sin saberlo, de haber avanzado al norte desde Büllingen hacia Elsenborn, habría flanqueado y atrapado a las Divisiones de Infantería 2.ª y 99.ª, con un resultado muy distinto. Sin embargo, obedeció las órdenes de mantener su ruta hacia el oeste y el río Mosa, capturando Ligneuville y pasando por Mödersheid, Schoppen, Ondenval y Thirimont.
El terreno y el mal estado de los caminos dificultaron su movimiento. A la salida del pequeño pueblo de Thirmont, la punta de lanza no fue capaz de tomar el camino directo hacia Ligneuville. Peiper de nuevo se desvió de su ruta planificada. En lugar de girar a la izquierda, la punta de lanza giró a la derecha y avanzó hacia el cruce de caminos de Baugnez, que equidista de Malmedy, Ligneuville y Waimes.

## Masacre en Baugnez

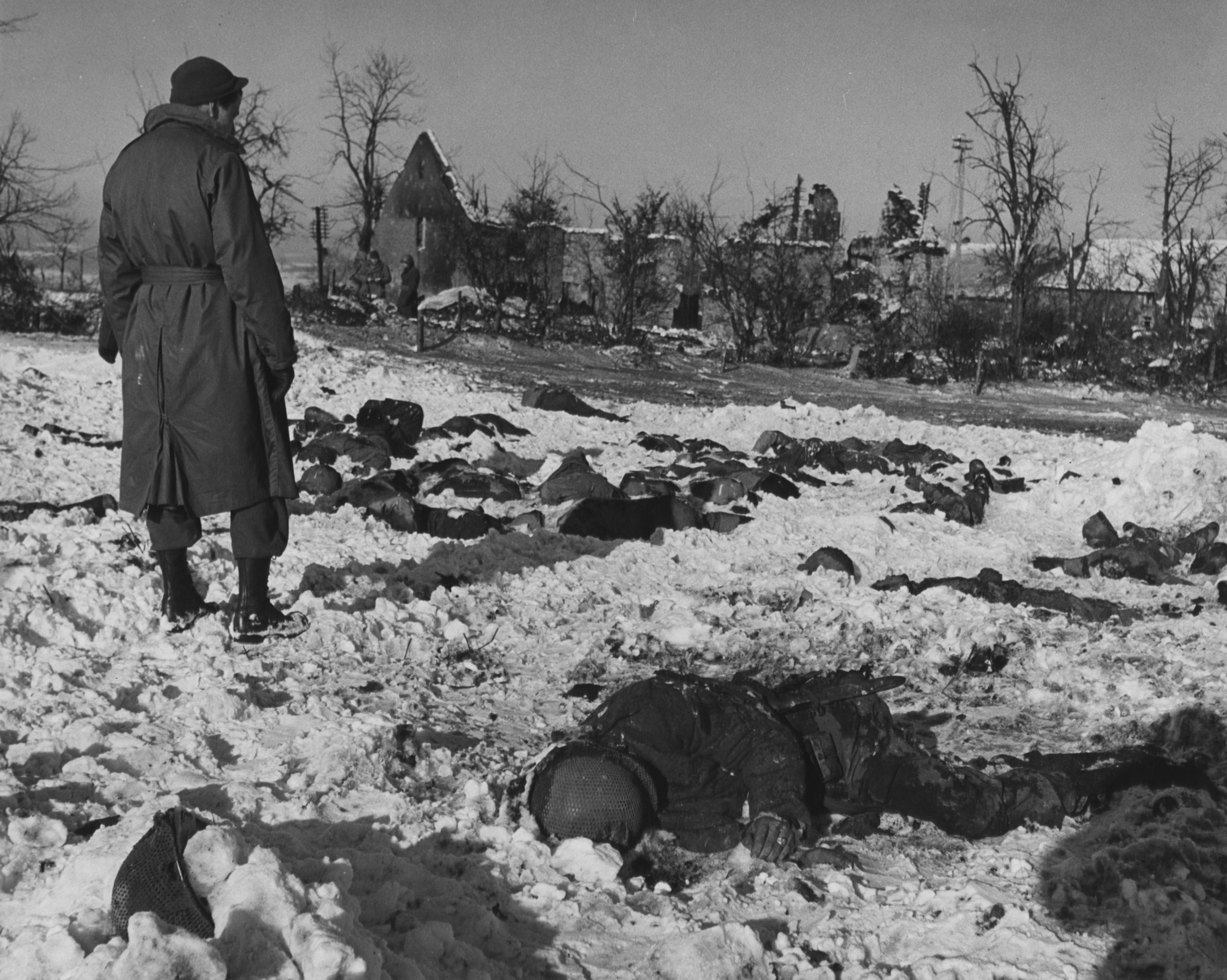
Cadáveres de soldados estadounidenses descubiertos tras la masacre.

Entre el mediodía y la 1 p.m., la punta de lanza alemana se acercó al cruce de caminos. Un convoy estadounidense de unos 30 vehículos, principalmente elementos del 285.º Batallón de Observación de Artillería de Campo, de la 7.ª División Blindada estadounidense, estaba pasando por el cruce y giró a la derecha hacia Ligneuville, para llegar a St. Vith, donde se le había ordenado unirse al resto de la 7.ª División Blindada para reforzar las defensas de la ciudad. La punta de lanza del grupo de Peiper vio al convoy estadounidense y abrió fuego, inmovilizando al primer y al último vehículo de la columna, forzándola a detenerse. Al estar armados solamente con fusiles y otras armas ligeras, los estadounidenses se rindieron ante los tanques alemanes.
Mientras la columna alemana al mando de Peiper continuaba el camino hacia Ligneuville, los prisioneros estadounidenses fueron llevados a un campo, uniéndose a otros soldados capturados ese día por el Waffen-SS. La mayoría de los testimonios ofrecidos por los sobrevivientes indican que unos 120 hombres fueron agrupados en el campo. Por motivos que hasta hoy no están del todo claros, los soldados del Waffen-SS dispararon repentinamente con ametralladoras contra sus prisioneros.
Varios soldados del Waffen-SS capturados testificaron más tarde que algunos de los prisioneros trataron de escapar. Otros afirmaron que algunos de los prisioneros recuperaron las armas que previamente habían desechado y estaban disparando contra las tropas alemanas que avazaban hacia Ligneuville. De los 84 cadáveres recuperados un mes más tarde, la mayoría tenía heridas en la cabeza, que eran más consistentes con una masacre deliberada que con defensa propia, o heridas infligidas a prisioneros que trataban de escapar.
Apenas los soldados del Waffen-SS abrieron fuego con sus ametralladoras, los prisioneros de guerra estadounidenses entraron en pánico. Algunos trataron de huir, pero la mayoría cayeron muertos en el lugar donde estaban de pie. Unos cuantos buscaron refugio en un café del cruce de caminos. Los soldados del Waffen-SS incendiaron el edificio y dispararon a todos los que trataban de escapar de las llamas. Algunos en el campo se lanzaron al suelo y simularon estar muertos cuando empezó el tiroteo. Sin embargo, soldados del Waffen-SS caminaron entre los cadáveres y dispararon a cualquiera que pareciera estar vivo.
Más tarde, unos pocos sobrevivientes emergieron de sus escondites y regresaron a través del frente a Malmedy, que estaba controlado por tropas estadounidenses. Finalmente, 43 sobrevivientes encontraron refugio, algunos con ayuda de civiles belgas. Los testimonios de los sobrevivientes fueron recopilados horas después de la masacre. Todos los relatos eran similares y se corroboraban uno al otro, aunque los hombres no habían tenido oportunidad de discutir los hechos. El relato de un sobreviviente está registrado en la página 141 de la segunda edición de Medicine Under Canvas, que también ofrece detalles sobre el papel del 77.º Hospital de Evacuación en informar al Departamento de Inteligencia del Ejército y su interrogatorio del herido.

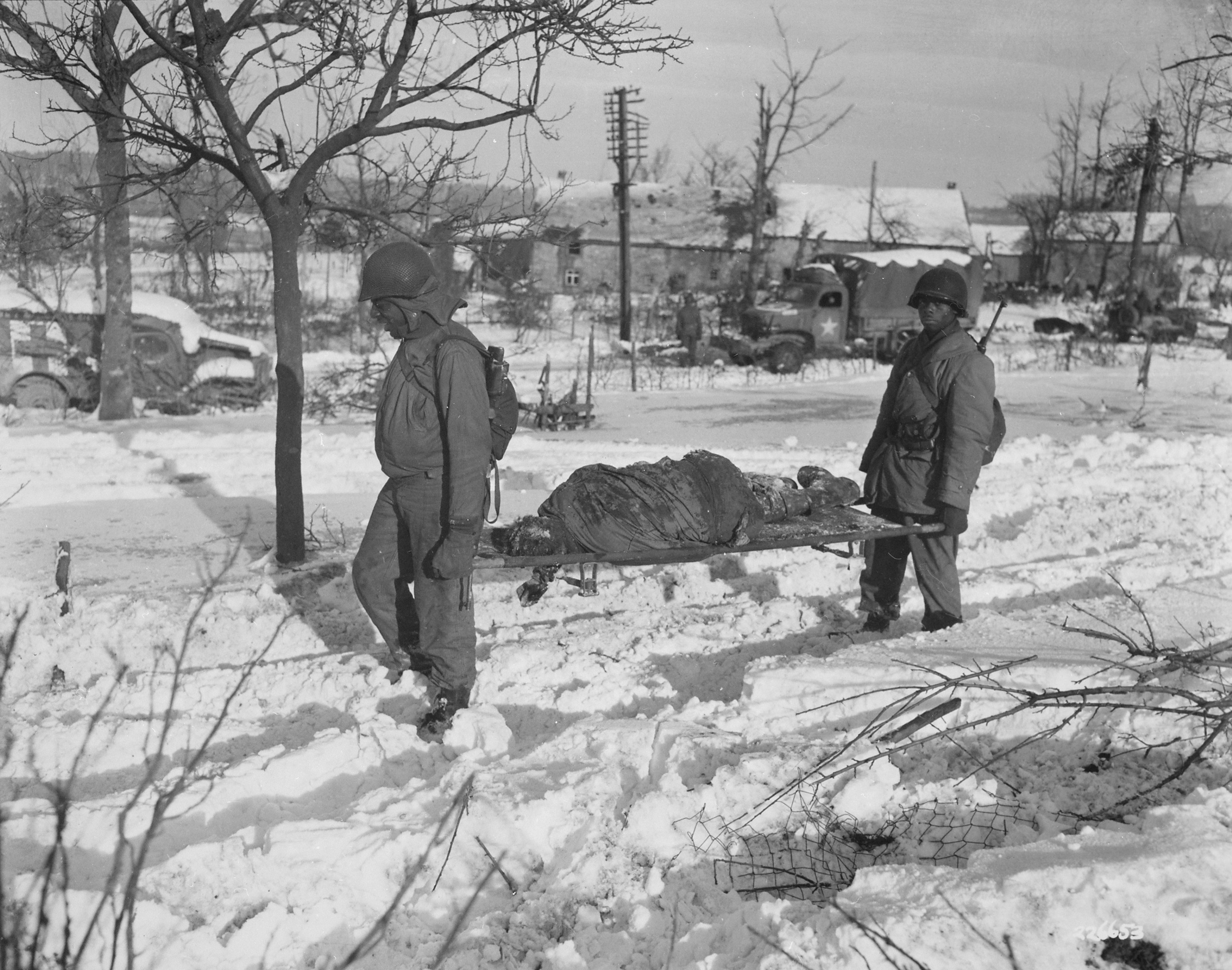
Levantamiento de cadáveres en Malmedy, donde se llevaron a cabo las autopsias el 14 de enero de 1945.

Los primeros sobrevivientes de la masacre fueron encontrados por una patrulla del 291.º Batallón de Ingenieros de Combate a las 2:30 p. m. del mismo día. El inspector general del Primer Ejército se enteró de los tiroteos unas tres o cuatro horas después. Al anochecer del 17 de diciembre, los rumores de que el enemigo estaba matando prisioneros habían llegado a las divisiones estadounidenses de primera línea. Una unidad estadounidense emitió rápidamente la orden de "no capturar soldados del SS o paracaidistas, sino dispararles apenas los vean".: 261–264  Se dice que algunas unidades estadounidenses mataron prisioneros alemanes como represalia, en la masacre de Chenogne el 1 de enero de 1945.
Como el cruce de caminos de Baugnez estuvo en la tierra de nadie hasta la contraofensiva aliada, no fue sino hasta el 14 de enero de 1945 cuando las fuerzas estadounidenses llegaron al lugar de la masacre y llevaron a cabo una investigación. Los cadáveres congelados y cubiertos de nieve, fueron fotografiados donde se encontraban, siendo luego retirados de la escena para su identificación y efectuar detallados exámenes post mortem. El fin era obtener evidencias para ser empleadas en el proceso por este crimen de guerra. En el campo se hallaron 72 cadáveres el 14 y el 15 de enero de 1945. Doce cadáveres más, yaciendo alejados del campo, fueron hallados entre el 7 de febrero y el 15 de abril de 1945.
Las autopsias revelaron que por lo menos 20 de las víctimas sufrieron heridas de bala fatales en la cabeza, disparadas a muy corta distancia, además de heridas de balas de armas automáticas. Otras 20 tenían heridas de balas de pequeño calibre en la cabeza, sin residuos de pólvora quemada; 10 tenían marcas de golpes, muy probablemente producidas por culatas de fusiles. Algunos cadáveres solamente tenían una herida en la sien o detrás de la oreja. La mayoría de los cadáveres fueron hallados en un área muy pequeña, sugiriendo que las víctimas se habían reunido antes de ser asesinadas.

## Peiper se mueve

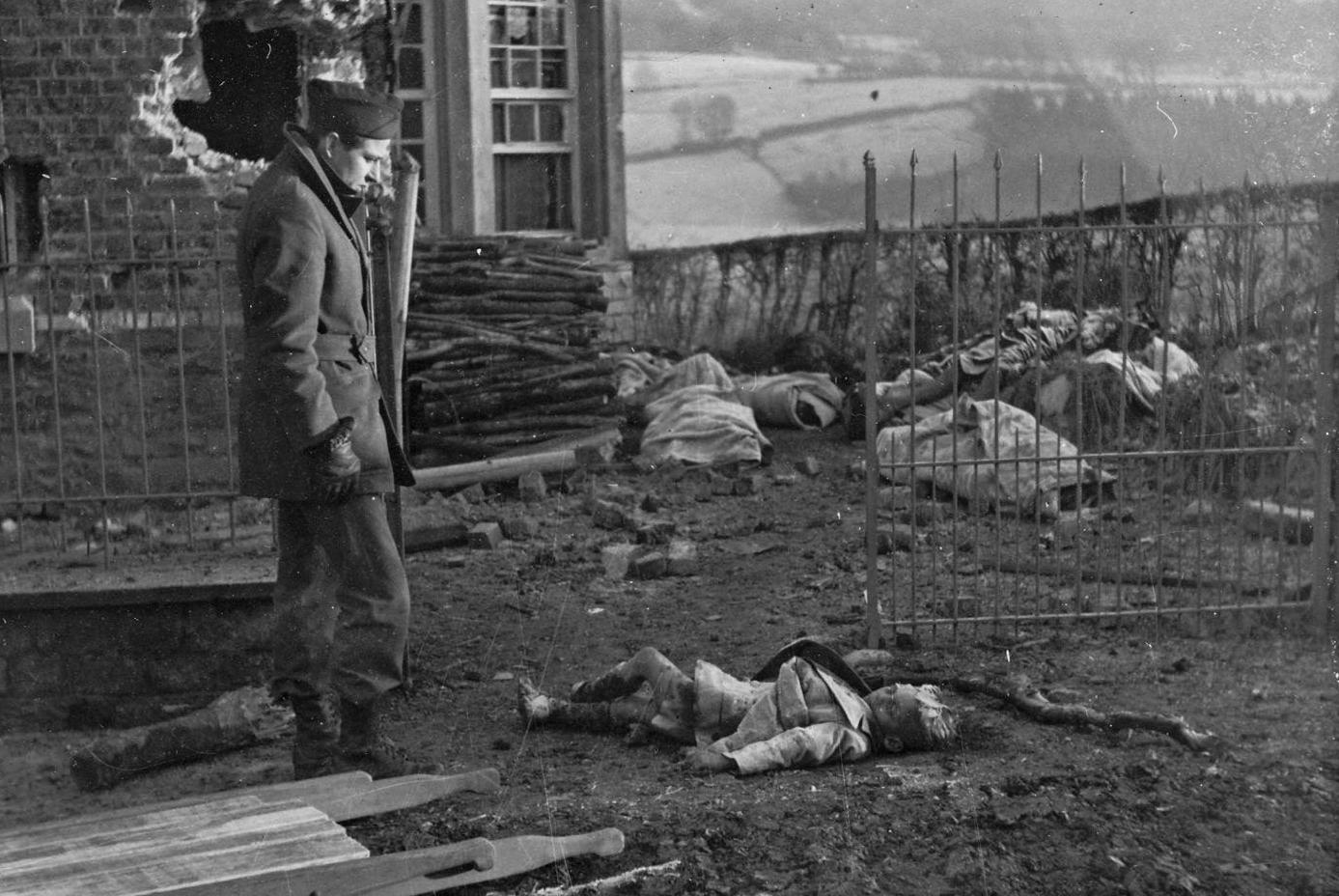
El corresponsal de guerra Jean Marin observa los cadáveres de civiles masacrados en la casa Legaye en Stavelot, Bélgica.

La brecha realizada por el Kampfgruppe Peiper a través de las líneas estadounidenses estuvo marcada por otras masacres de prisioneros de guerra, y luego de civiles belgas. Los miembros de esta unidad mataron por lo menos a otros ocho prisioneros estadounidenses en Ligneuville.
Se reportaron nuevas masacres de prisioneros de guerra en Stavelot, Cheneux, La Gleize y Stoumont, el 18, 19 y 20 de diciembre. Finalmente, el 19 de diciembre de 1944, entre Stavelot y Trois-Points, las fuerzas alemanas trataron de retomar el control del puente sobre el río Amblève en Stavelot, que era crucial para recibir refuerzos, combustible y municiones. Los hombres de Peiper asesinaron a unos 100 civiles belgas.
Los ingenieros del Ejército estadounidense bloquearon el avance de Peiper en el estrecho valle del Amblève al volar los puentes. Refuerzos estadounidenses adicionales rodearon al Kampfgruppe en Stoumont y La Gleize. Peiper y 800 de sus hombres lograron escapar del cerco al marchar a través de los bosques cercanos tras abandonar su equipo pesado, inclusive varios tanques Tiger II.: 376ff 
El 21 de diciembre, durante la batalla alrededor de La Gleize, los hombres del Kampfgruppe Peiper capturaron al oficial estadounidense Mayor Harold D. McCown, que estaba al mando de uno de los batallones del 119.º Regimiento de Infantería.: 365ff  Al haber oído de la masacre de Malmedy, McCown le preguntó a Peiper sobre su destino y el de sus hombres. McCown testificó que Peiper le dijo que ni el ni sus hombres corrían riesgo alguno y que él (Peiper) no acostumbraba matar a sus prisioneros. McCown observó que ni el ni sus hombres fueron amenazados de forma alguna, testificando en defensa de Peiper durante el proceso de Dachau de 1946.
Una vez reequipado, el Kampfgruppe Peiper volvió a la batalla y se reportaron otros asesinatos de prisioneros de guerra en Lutrebois el 31 de diciembre de 1944, y en Petit Thier entre el 10 y 13 de enero de 1945. La cifra exacta de prisioneros de guerra y civiles masacrados por el Kampfgruppe Peiper aún no es del todo clara. Según algunas fuentes, de 578 a 749 prisioneros de guerra fueron víctimas de los crímenes de guerra perpetrados por los hombres de Peiper. Sin embargo, estas cifras no son corroboradas por el reporte del subcomité del Senado de los Estados Unidos que indagó en el consecuente proceso; según el Comité, el número de muertos serían 362 prisioneros de guerra y 111 civiles. Según este reporte, el número de prisioneros de guerra o civiles asesinados en distintos lugares es el siguiente:

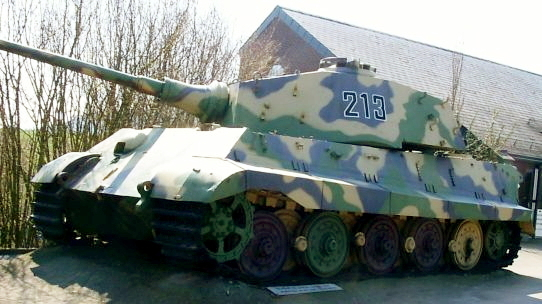
Un Tiger II preservado. Este tanque fue abandonado por el Kampfgruppe Joachim Peiper en La Gleize en diciembre de 1944.

| Lugar       | Prisioneros de guerra | Civiles |
| ----------- | --------------------- | ------- |
| Honsfeld    | 19                    |         |
| Büllingen   | 59                    | 1       |
| Baugnez     | 86                    |         |
| Ligneuville | 58                    |         |
| Stavelot    | 8                     | 93      |
| Cheneux     | 31                    |         |
| La Gleize   | 45                    |         |
| Stoumont    | 44                    | 1       |
| Wanne       |                       | 5       |
| Trois-Ponts | 11                    | 10      |
| Lutrebois   |                       | 1       |
| Petit Thier | 1                     |         |
| Total       | 362                   | 111     |

## Consecuencias y juicio

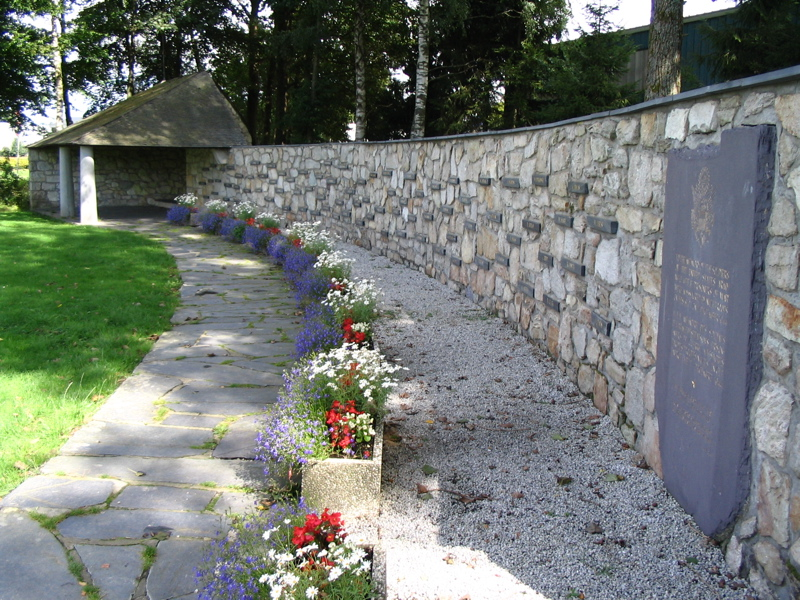
El monumento conmemorativo de la masacre de Malmedy en Baugnez. Cada piedra negra incrustada en el muro representa una víctima.

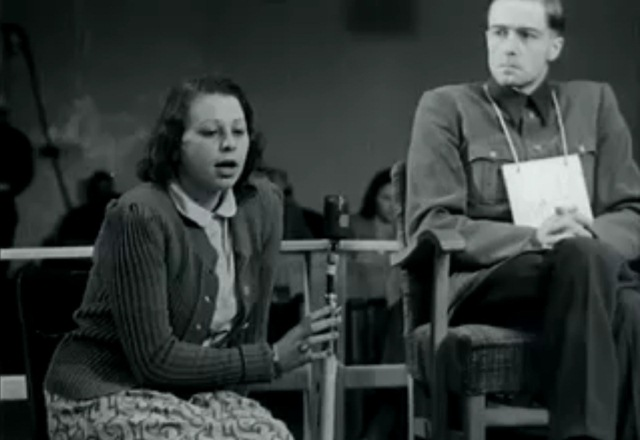
Joachim Peiper con una intérprete durante el proceso de Malmedy en 1946.

El 13 de enero de 1945, las fuerzas estadounidenses retomaron al lugar donde ocurrieron los asesinatos. El frío había conservado la escena en buen estado. Los cadáveres fueron recuperados el 14 y el 15 de enero de 1945. El monumento conmemorativo de Baugnez lleva los nombres de los soldados asesinados.
El tamaño de la masacre, que aparentemente es la única perpetrada a tal escala contra tropas estadounidenses en Europa durante la Segunda Guerra Mundial, causó revuelo en la época. Sin embargo, el número de víctimas fue bastante reducido, en comparación con otras atrocidades cometidas por soldados alemanes.
Además del efecto que tuvo entre los soldados estadounidenses que combatían en Europa, parece que las noticias de la masacre también afectaron mucho a los Estados Unidos. Esto explica por qué los supuestos culpables fueron transferidos a los Juicios de Dachau, que tuvieron lugar en mayo y junio de 1946, después de la guerra.
En lo que fue llamado Juicio de la masacre de Malmedy, que trató todos los crímenes de guerra atribuidos al Kampfgruppe Peiper en la Batalla de las Ardenas, el acusado de mayor rango era el General Sepp Dietrich, comandante del 6.º Ejército Panzer, al cual pertenecía la unidad de Peiper. Joachim Peiper y sus principales subordinados también fueron acusados. El tribunal procesó a más de 70 personas y emitió 43 sentencias de muerte (ninguna de las cuales fue llevada a cabo), así como 22 cadenas perpetuas. Otros ocho hombres fueron sentenciados a encarcelamientos más cortos.
Tras el veredicto, la forma como funcionó la corte fue criticada, primero en Alemania (por antiguos oficiales nazis que habían recuperado cierto poder debido a que sus posturas anticomunistas eran compartidas por las fuerzas de ocupación), luego en los Estados Unidos (por congresistas de importantes áreas germano-estadounidenses del Medio Oeste). El caso se apeló en la Corte Suprema de los Estados Unidos, que no tomó ninguna decisión. Luego el caso fue sometido a escrutinio por un subcomité del Senado de los Estados Unidos. Un joven senador de Wisconsin, Joseph McCarthy (que era irlandés-estadounidense, pero representaba a un área germano-estadounidense), usó el caso como una oportunidad para aumentar su perfil político. Él afirmó que la corte no había procesado justamente a los acusados.: 24 

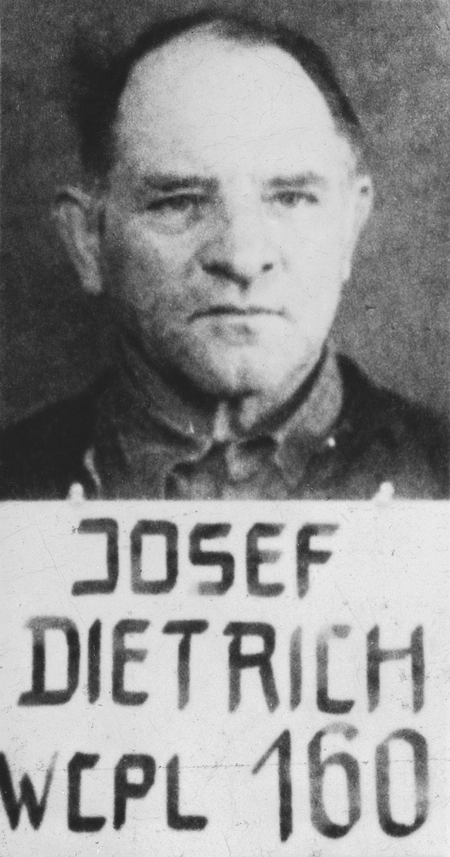
Sepp Dietrich en la prisión militar de Landsberg.

Esto llamó la atención sobre el proceso y las irregularidades judiciales que habían ocurrido durante los interrogatorios que precedieron al juicio. Pero antes que el Senado de los Estados Unidos se interese en este caso, la mayoría de sentencias de muerte fueron conmutadas, debido a una revisión del juicio llevada a cabo por el Ejército estadounidense. Las otras sentencias de cadena perpetua fueron conmutadas en los años siguientes. Todos los criminales de guerra convictos fueron liberados durante la década de 1950, siendo Peiper el último en salir de prisión en diciembre de 1956. Hubo un cisma en la Legión Estadounidense y los Veteranos de Guerras Extranjeras, porque los veteranos de la Segunda Guerra Mundial que eran miembros protestaron contra la defensa de los acusados hecha por McCarthy.[cita requerida] Los líderes de ambas organizaciones eran veteranos de la Primera Guerra Mundial y se mostraban reacios a criticarlo, debido a su postura anticomunista. Los críticos de los juicios de posguerra a militares japoneses han citado la liberación de estos criminales de guerra como un ejemplo del racismo que caracterizó la diferencia de tratamientos. A los militares japoneses que fueron acusados de matar prisioneros, se les ejecutó según la ley internacional y la costumbre.[cita requerida]
El revuelo que siguió a los juicios de Malmedy y la temprana liberación de los condenados es frecuentemente empleada por algunas personas como ejemplo de la sesgada justicia de posguerra, aplicada a tenor del vencedor.
Un juicio sobre los crímenes de guerra cometidos contra civiles en Stavelot fue llevado a cabo el 6 de julio de 1948, ante una corte militar en Lieja. Los acusados fueron 10 miembros del Kampfgruppe Peiper; fueron capturados por tropas estadounidenses el 22 de diciembre de 1944, cerca al lugar donde había ocurrido una de las masacres de civiles en Stavelot. Un hombre fue declarado inocente; los otros fueron hallados culpables. La mayoría fueron sentenciados a 10 años de prisión; dos oficiales fueron sentenciados a 12 y 15 años.

## Muerte de Peiper
Peiper vivió en Francia tras salir de prisión. En 1974 fue identificado por un ex resistente comunista de la región, que escribió un reporte para el Partido Comunista Francés.

En 1976, un historiador comunista, que investigaba los archivos de la STASI, encontró el expediente de Peiper. El 21 de junio empezaron a circular en Traves volantes denunciando su presencia. Un día después, un artículo publicado en el diario comunista L'Humanité revelaba la presencia de Peiper en Traves y éste empezó a recibir amenazas de muerte.
Peiper envió a su familia a Alemania debido a las amenazas de muerte. Él se quedó en Traves. Durante la noche del 13 al 14 de julio de 1976, tuvo lugar un tiroteo en la casa de Peiper. Luego su casa fue incendiada. El cadáver calcinado de Peiper fue hallado después entre las ruinas con una bala en el pecho. Los perpetradores nunca fueron identificados, pero se sospecha de exmiembros de la Resistencia o comunistas.
Peiper había empezado a escribir un libro sobre Malmedy y lo que siguió.

## Represalias contra prisioneros alemanes
El conocimiento de la masacre "llevó a considerables represalias contra prisioneros de guerra alemanes durante y después de aquella batalla". Pocos soldados del Waffen-SS fueron capturados por unidades tales como la 3.ª División Blindada. Un ejemplo de las consecuencias de la masacre es la orden escrita del Cuartel General del 328.º Regimiento de Infantería, fechada 21 de diciembre de 1944: "No se tomarán prisioneros a tropas del SS o paracaidistas, sino que se les disparará apenas los vean". Un posible ejemplo de una gran masacre similar contra alemanes es la masacre de Chenogne. En el Sarre, la 90.ª División de Infantería "ejecutó a soldados del Waffen-SS prisioneros de forma sistemática a fines de diciembre de 1944, que el cuartel general tuvo que emitir órdenes expresas de capturar con vida a los soldados del Waffen-SS para poder obtener información de éstos".

## En la cultura popular
La masacre ha sido dramatizada en tres películas: Juicio en Nuremberg, donde Marlene Dietrich interpreta a la viuda de un ficticio general alemán juzgado y condenado a muerte por la masacre, Battle of the Bulge (1965) y Santos y soldados (2004). El proceso también fue dramatizado en la obra teatral Malmedy Case 5-24, de C. R. (Chuck) Wobbe, publicada por la Dramatic Publishing Company (1969). También se alude a ella en La guerra de Hart, donde el protagonista descubre los cadáveres de las víctimas.[cita requerida]
El presentador televisivo Bill O'Reilly mencionó erróneamente, en octubre de 2005 y mayo de 2006, que la masacre de Malmedy fue cometida por tropas estadounidenses en lugar de alemanas. Él explicó más tarde su error como resultado del «acalorado debate», afirmando que de hecho quería mostrar otros incidentes cuando, «después de Malmedy, algunos prisioneros alemanes fueron ejecutados por tropas estadounidenses». O'Reilly repitió el error en su show el 31 de mayo de 2011. En ambas ocasiones estaba entrevistando al General retirado Wesley Clark.